# Kizzmekia Corbett

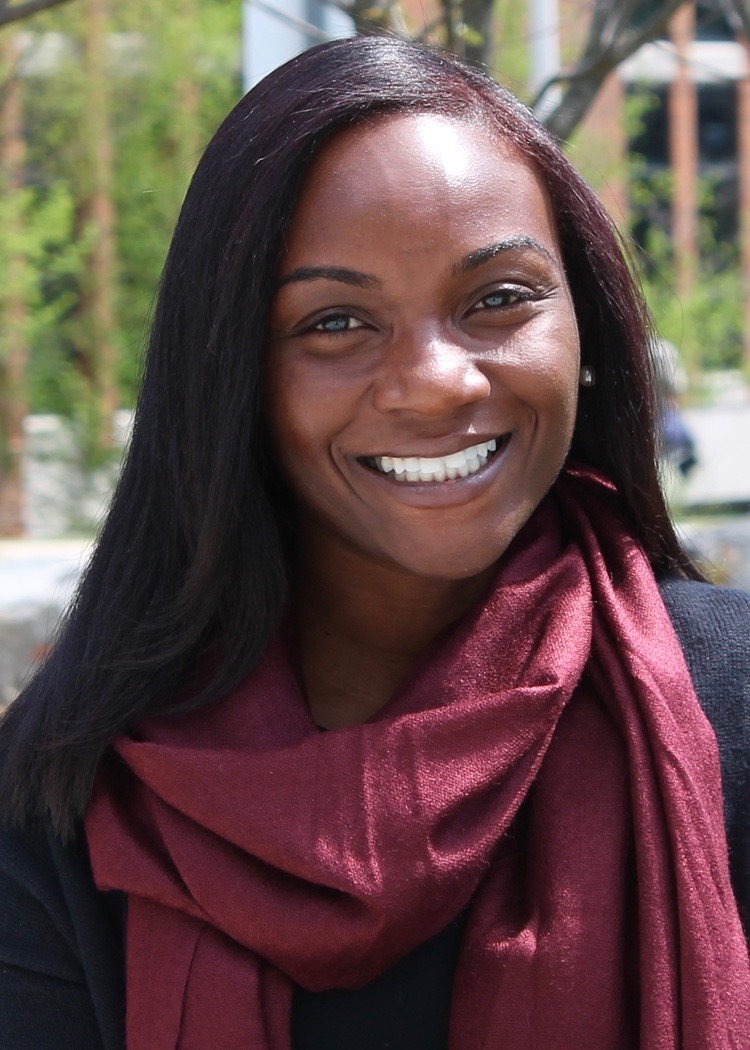
Kizzmekia Corbett (2017)

Kizzmekia „Kizzy“ Shanta Corbett (* 26. Januar 1986 in Hurdle Mills, North Carolina) ist eine US-amerikanische Mikrobiologin und Immunologin. Sie arbeitet am Vaccine Research Center (VRC) des National Institute of Allergy and Infectious Diseases, einer Unterorganisation des National Institutes of Health (NIAID NIH) in Bethesda, Maryland.

## Leben
Sie wuchs in Hillsborough (North Carolina) in einer Familie mit vielen Stiefgeschwistern auf. Corbetts Eltern wollten, dass ihre Tochter police detective werden sollte. Als neugieriges Kind suchte sie die Antworten auf ihre vielen Fragen im Internet. Diese Recherchearbeit führte sie dazu, dass sie sich an der Orange County High School für naturwissenschaftliche Experimente interessierte. In dieser Zeit hatte sie bei einem Sommerprogramm eine Stelle als „junior researcher“ an den Kenan Labs der University of North Carolina at Chapel Hill erhalten. 2004 machte sie ihren High-School-Abschluss. Danach begann sie ein Studium der Biologie und der Soziologie an der University of Maryland, Baltimore County. Hier spezialisierte sie sich auf das respiratorische Synzytial-Virus, von dem die meisten Menschen befallen werden, das aber von dem Immunsystem im Allgemeinen leicht kontrolliert werden kann, das dennoch bei Kindern und älteren Personen zu schwerwiegenden Problemen führen kann. Zwischen 2006 und 2009 konnte sie im Rahmen eines NIH Undergraduate Scholarship Program untersuchen, warum Impfstoffe nicht gegen dieses Virus wirken. 2008 erwarb sie an der University of Maryland einen B.S. in Biological Sciences. Danach wählte sie ein Studium an der University of North Carolina at Chapel Hill; hier arbeitet sie an dem Laboratorium des Mikrobiologen und Immunologen Aravinda de Silva, der sich u. a. auf den Dengue-Virus spezialisiert hatte. Durch ein Off-Campus-Dissertation-Forschungsstipendium konnte sie ihre Studien an erkrankten Kindern in Sri Lanka durchführen. Die Beschäftigung mit diesem Virus war besonders herausfordernd, da die im Zuge der Erkrankung vom Menschen entwickelten Antikörper die Krankheit verstärken (Antibody dependent Enhancement). Ihre 2014 beendete Dissertation in Mikrobiologie und Immunologie hatte den Titel „Dissecting Human Antibody Responses to Dengue Virus Infection“. Seitdem arbeitet sie am Vaccine Research Center (VRC) des National Institute of Allergy and Infectious Diseases, an dem sie das „VRC Coronavirus Team“ leitet, das die Entwicklung neuer Impfstoffe gegen Corona-Viren vorantreibt, darunter auch die der SARS-CoV-2-Impfstoffe.
Anthony Fauci hat sie in der Liste der 100 Innovatoren der New York Times hervorgehoben und ihre Arbeit in einem Artikel als „rising star“ bezeichnet sowie ihr eine zentrale Position bei der Entwicklung von mRNA-Impfstoffen der Firma Moderna zugeschrieben. Vom Time Magazine wurde sie neben Katalin Karikó, Drew Weissman und Barney Graham als Heldin des Jahres 2021 ausgezeichnet.

## Publikationen
- Kizzmekia S Corbett auf Research Gate, abgerufen am 13. Mai 2021.
- Kizzmekia Corbett, Publikationen auf Scholia, abgerufen am 13. Mai 2021.